# Ernő Goldfinger

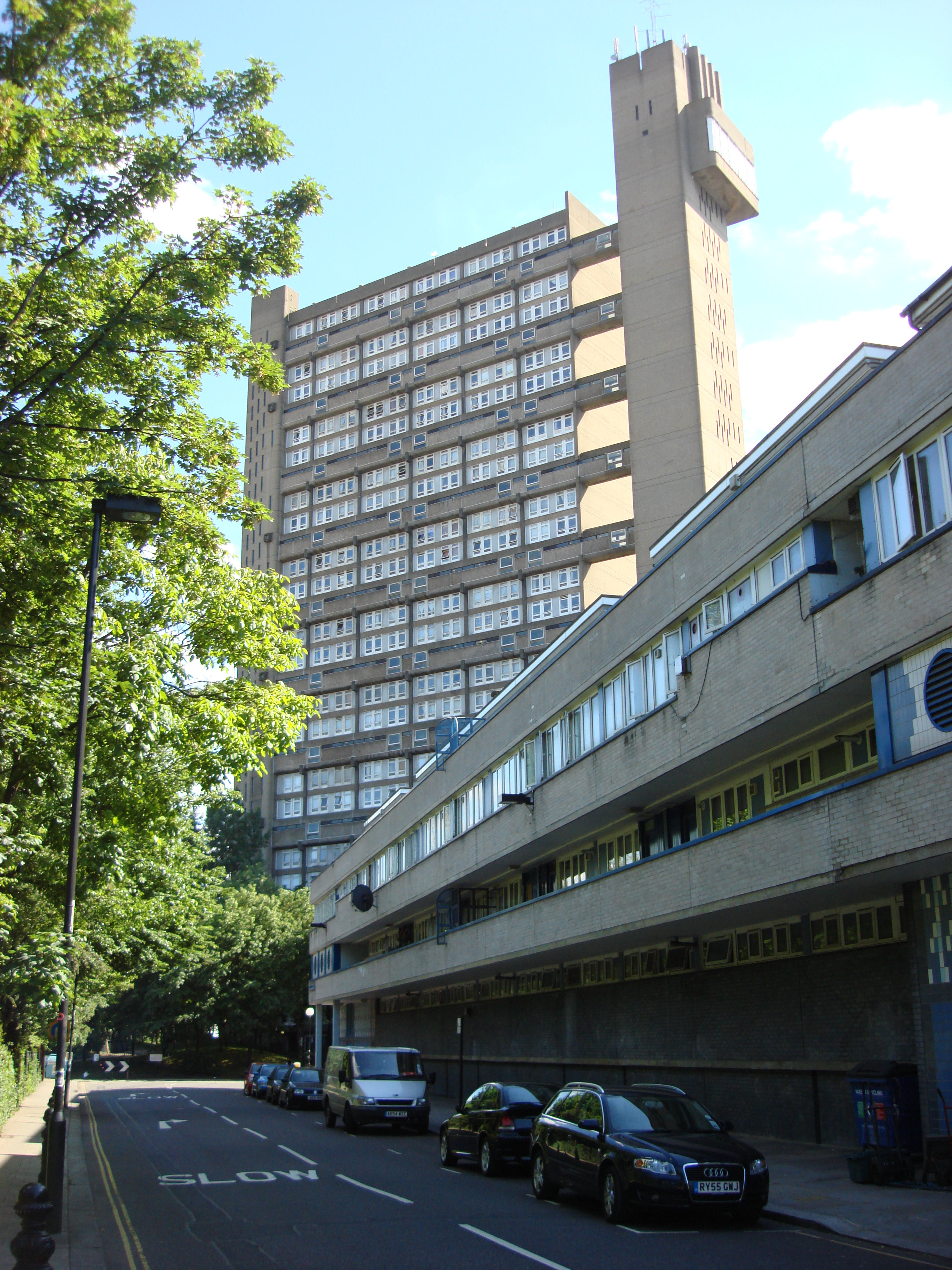
Goldfinger ontwierp in de jaren 60 het brutalistische woongebouw Trellick Tower in Londen.

Ernő Goldfinger (Boedapest, 11 september 1902 – Londen, 15 november 1987) was een Hongaars-Brits architect en meubelontwerper en een belangrijk lid van de Modern Movement in de architectuur in het Verenigd Koninkrijk. Zijn architectuur wordt tot het brutalisme gerekend.
Hij werd geboren in Boedapast en verhuisde in 1921 naar Parijs. Daar studeerde hij van 1923 tot en met 1931 aan de École nationale supérieure des beaux-arts. In 1934 emigreerde hij naar Engeland, vestigde zich in Londen waar hij tot zijn pensioen in 1979 werkte. Hij nam in 1945 de Britse nationaliteit aan. Van 1928 tot 1959 was hij lid van het internationale architectuurplatform CIAM.
De antagonist Auric Goldfinger uit de James Bondroman Goldfinger is naar Ernő Goldfinger genoemd. De auteur Ian Fleming was niet bepaald een liefhebber van Goldfingers architectuur.
- Bibliothèque nationale de France: cb14633170j (data)
- Gemeinsame Normdatei: 119430134
- International Standard Name Identifier: 0000 0000 7860 3072
- Library of Congress Control Number: n83061669
- Nationale Bibliotheek van Letland: 000259798
- Nationale Bibliotheek van Tsjechië: ntk20241246458
- Nationale Bibliotheek van Israël: 987007429798605171
- Nederlandse Thesaurus van Auteursnamen: 121695603
- SNAC: w6447r06
- Système universitaire de documentation: 073978876
- Union List of Artist Names: 500026551
- Virtual International Authority File: 47571449
- WorldCat: E39PBJtCCfhXbbmq8Qx9H9kJjC